# 강화 가릉
강화 가릉(江華 嘉陵)은 인천광역시 강화군 양도면에 위치한 고려 원종(재위 1259∼1274)의 왕비 순경태후의 능(陵)이다. 1992년 3월 10일 대한민국의 사적 제370호 가릉으로 지정되었으나, 2011년 현재의 명칭으로 변경되었다.

## 개요
순경태후는 장익공 김약선의 딸로서 고종 22년(1235) 원종이 태자가 되자 태자비인 경목현비가 되었으며, 다음해에 충렬왕을 낳았다. 지금의 자리에는 고종 31년(1244)경 사망한 뒤 모신 것으로 짐작한다. 고려 원종 3년(1262) 정순왕후로 추대되고 충렬왕이 즉위(1274)하여 순경태후로 높여졌다.
무덤 주변의 석물은 부서져 없어졌고, 봉분도 무너진 것을 1974년에 지금의 모습으로 손질하여 고쳤다.

## 사적 승격사유
이 유적들은 고려시대 왕릉 또는 왕비릉으로서 묘제상으로는 지정가치가 없으나, 역사성이 인정되고, 고려 공양왕 고릉(사적 제191호)과 고려 고종홍릉(사적 제224호)이 이미 사적으로 지정된 바 있으므로 경기도 지정문화재(기념물)로 지정되어 있는 것을 국가지정문화재인 사적으로 승격 지정하고자 함.

## 같이 보기
- 고려 원종
- 정순왕후

## 참고 자료
- 강화 가릉 - 국가유산청 국가유산포털